# Xenofon Kàsdaglis
Xenofon Kàsdaglis (en grec Ξενοφών Κάσδαγλης, Alexandria, Egipte, 27 de febrer 1880 - Salford, Anglaterra, 2 de maig de 1943) va ser un tennista grec que va competir a començaments del segle xx. Era germà del també tennista Dioníssios Kàsdaglis.
El 1906 va prendre part en els Jocs Intercalats d'Atenes, on disputà tres de les proves del programa de tennis. Guanyà la medalla de plata en la prova dels dobles masculins fent parella amb Ioannis Ballis, i la de bronze en els dobles mixtos, fent parella amb Aspasia Matsa. En la prova individual fou novè.
El 1903 i 1907 va ser finalista al Northern Lawn Tennis Championships. El 1908 i 1909 guanyà el títol dels dobles mixtos, en uns anys previs a què aquesta competició esdevingués oficial. El 1908 va fer parella amb Charlotte Cooper, mentre el 1909 fou Maude Garfit. A banda, disputà dues edicions del Torneig de Wimbledon. El 1907 va perdre en individual en segona ronda contra Wilberforce Eaves, mentre en dobles, fent parella amb Josiah Ritchie, arribà fins a semifinals, on Norman Brookes i Anthony Wilding els van eliminar. El 1922 disputà les proves individuals i dobles mixtos, quedant eliminat en ambdós casos en segona ronda.